# Bodrog (Magyarország)
Bodrog egy község Somogy vármegyében, a Kaposvári járásban.

## Fekvése
Kaposvártól 20 kilométerre észak-északnyugatra található. Áthalad rajta a Hetest az Osztopán és Somogyfajsz közötti 6712-es úttal összekötő 6706-os út. Bodrog szomszéd települései keletre Somogyjád, délkelet-délre Csombárd, észak-északkeletre pedig Osztopán.
Bodrognak saját vasútállomása vagy vasúti megállója nincs, a legközelebb a Kaposvár–Fonyód-vasútvonal Osztopán vasútállomása és Somogyjád megállóhely található hozzá.

## Története
Bodrog nevét 1313-ban említették először az oklevelek, maga a név (eredetileg „Botrok”, „Bodrok” formában) a lankás, bodros szóból alakult ki, és csak a 19. század óta írják G végződéssel.

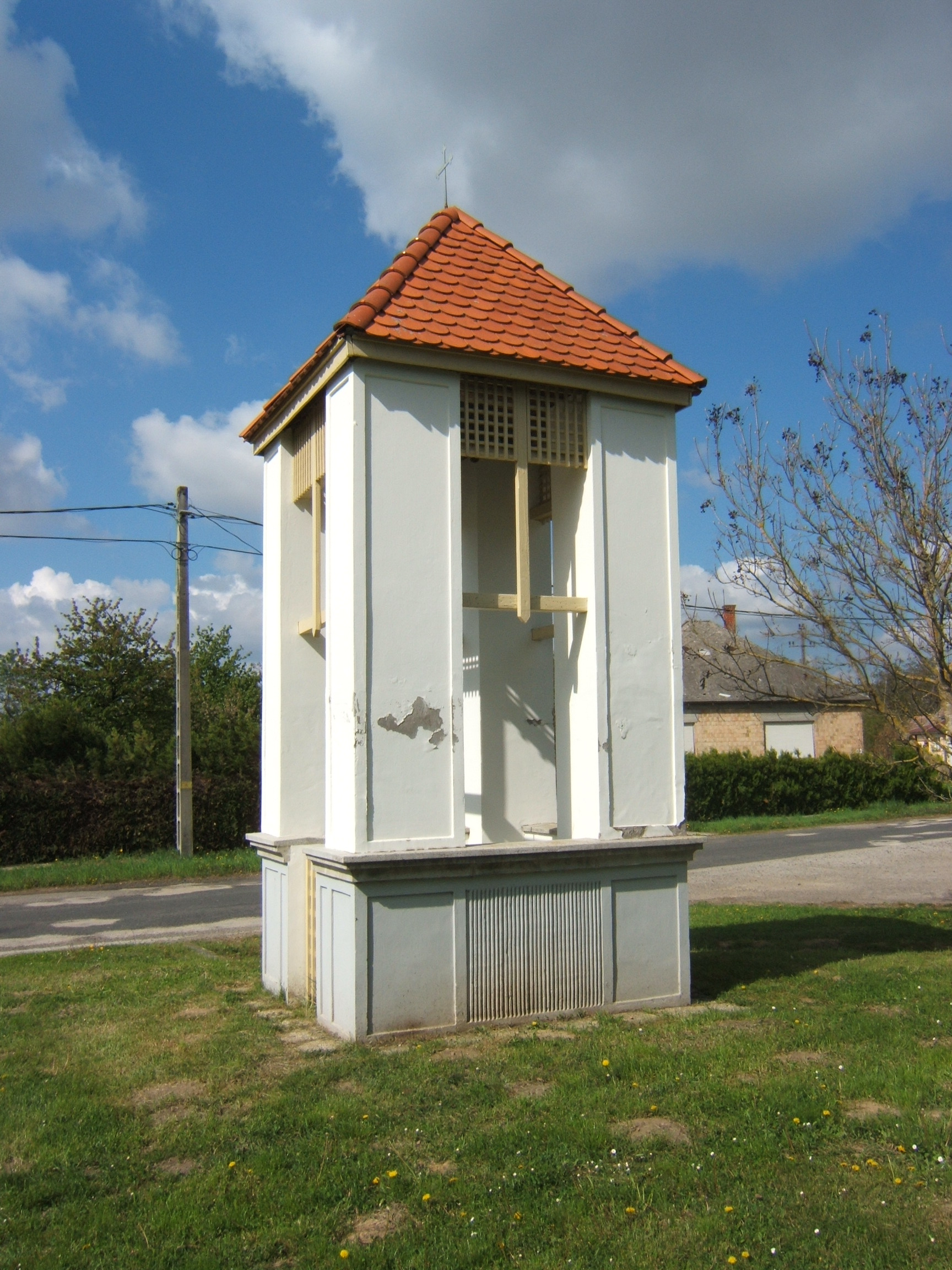
Az alsóbűi harangtorony

1449-ben a Bő nemzetség birtokai közé tartozott. A Bő nemzetségbeli Laki Thúz, a Létai és a Szőcsényi családok osztályos egyezségre léptek a helység fölött. 1512-ben Messer István is birtokos volt itt, aki itteni birtokrészeit eladta Perneszi Imrének. 1726-ban nevét Bodrok alakban írták. Később a Lengyel családé lett. 1767-ben Nagy Benedek és Farkas József, majd a Hermann család birtoka volt, a 19. század elején pedig a Bottka család lett itt birtokos. 1911-től a Keller és a Hegyesy családok örökölték e birtokot. Az itt lévő egyik kúriát Bottka Antal a 19. század eleje körül építtette, a másikat pedig báró Pongrácz Gusztáv építtette a 19. század elején.
A határban, az úgynevezett Törökhegyen nagyméretű földalatti építkezés nyomait találni, melyek valószínűleg a török megszállás idejéből valók.
A 20. század elején Somogy vármegye Kaposvári járásához tartozott.
1910-ben 563 lakosából 536 magyar volt. Ebből 494 római katolikus, 63 református, 5 izraelita volt.
A községhez tartoztak: Alsóbű-, Felsőbű-, Hidegér- és Álláskút-puszták is.

### Bő
Alsóbű- és Felsőbű-puszták helyén a középkorban a Bő nemzetség ősi birtoka, Bő helység feküdt, amelyet 1229-ben Bev alakban említett először oklevél; ekkor a székesfehérvári káptalan birtokában állt. Nevét 1329-ben Bew alakban írták, majd előfordult az 1332-1337 évi pápai tizedjegyzékben is mint egyházas hely Bun alakban. 1458-ban és 1536-ban az oklevelek Szent-Keresztről címzett prépostságát is említették. 1500-ban Lak (Öreglak) tartozékai között szerepelt. 1549-ben Butsányi Korlátkőy Annát iktatták be a helység birtokába, 1559-ben pedig Tahy Ferenc és neje, Zrínyi Ilona vásárolták meg. 1701-1733 között neve Nagybű alakban fordult elő, ekkor Jankovics István birtoka volt. 1835-ben már két Bű nevű település is létezett: Alsóbű a Jankovics, Felsőbű a Pongrácz családé volt. Alsóbű Jankovics Xavértől vétel útján Siskovics Tamásra szállt. Felsőbű még 1856-ban is a báró Pongrácz családé volt.
Felsőbű ma a település északi részét alkotja, míg Alsóbű körülbelül ott feküdt, ahol a mai Petőfi utca eléri a Pogány-völgyi víz patakot. Az alsóbűi elhagyott temetőben néhány régi síremlék és egy összetört kőkereszt még ma is látható.

### Szentmártonkő
Bű szomszédságában, az 1536. évi adólajstromban Szentmártonkő helységet találjuk, amely valószínűleg azonos azzal a Szent-Márton helységgel, amely az 1332-1337 évi pápai tizedjegyzékben is előfordult.

## Közélete

### Polgármesterei
- 1990–1994: Sütő Ervin (független)[6]
- 1994–1998: Bodó Ferenc (független)[7]
- 1998–2002: Heizer Kornél (független)[8]
- 2002–2006: Heizer Kornél (független)[9]
- 2006–2010: Heizer Kornél László (független)[10]
- 2010–2014: Sütő Ervinné (független)[11]
- 2014–2016: Sütő Ervinné (független)[12]
- 2016–2019: Erdei Norbert (független)[13][14]
- 2019–2024: Erdei Norbert (független)[15]
- 2024– : Erdei Norbert (független)[1]

A településen 2016. július 10-én időközi polgármester-választást kellett tartani, mert a korábbi polgármester, Sütő Ervinné pedagógus az iskolai elfoglaltságaira hivatkozva áprilisban lemondott posztjáról.

## Népesség
A település népességének változása:
| Lakosok száma | 439  | 433  | 439  | 328  | 359  | 381  | 387  |
|               | 2013 | 2014 | 2015 | 2021 | 2022 | 2023 | 2024 |

A 2011-es népszámlálás során a lakosok 92,3%-a magyarnak, 2,2% cigánynak, 1,2% németnek, 0,2% románnak mondta magát (7,7% nem nyilatkozott; a kettős identitások miatt a végösszeg nagyobb lehet 100%-nál). A vallási megoszlás a következő volt: római katolikus 51,5%, református 2,5%, evangélikus 0,2%, görögkatolikus 0,2%, felekezet nélküli 5,9% (23,3% nem nyilatkozott).
2022-ben a lakosság 90%-a vallotta magát magyarnak, 1,7% cigánynak, 1,4% németnek, 1,9% egyéb, nem hazai nemzetiségűnek (8,6% nem nyilatkozott; a kettős identitások miatt a végösszeg nagyobb lehet 100%-nál). Vallásuk szerint 21,4% volt római katolikus, 0,4% református, 0,3% evangélikus, 13,1% egyéb keresztény, 1,4% egyéb katolikus, 5,3% felekezeten kívüli (56,5% nem válaszolt).

## Nevezetességei

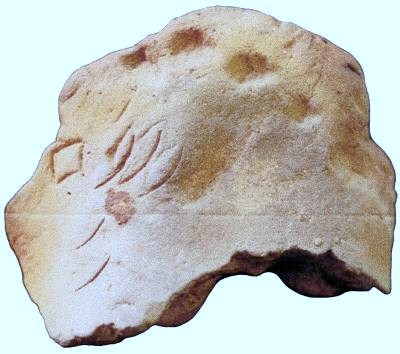
Az alsóbűi rovásfelirat

Marton Ákos megyei főépítész tervei alapján új templom építésébe kezdtek 2005-ben, az építkezés 2010-ben készült el. Ennek a templomnak a közelében is, valamint mind a „régi” Bodrog településrészen, mind Felsőbűn áll egy-egy helyi védelem alatt álló harangtorony.
Alsóbűn találták meg a székely–magyar rovásírás legkorábbi emlékének tartott, vitatott olvasatú alsóbűi feliratot egy vaskohóban használt fúvókán. A lelet 1999-ben került elő.
A falutól nyugatra található egykori Álláskútpuszta lakóépületei mára nyomtalanul eltűntek, de a régi temető, valamint benne egy kápolna és egy 96 éves kőkereszt még ma is láthatók a szántóföldek között.
A helyi tűzoltóegyesület 2015 óta minden húsvétkor végigjárja a falut, és tűzoltófecskendőjük segítségével locsolják meg az itt lakó lányokat, asszonyokat.